# 球体ロボット
球体ロボットとは球体を備えるロボットである。

## 概要
古くからSFでは球体のロボットが存在したが、近年では各国の研究機関や大学などで開発が進められつつある。日本国内では東北学院大学の熊谷正朗教授のグループが開発を進める。

## 構造

### 動力内蔵型
球体の内部に動力を備える機種では防水加工が容易で海底探査や惑星探査等への応用が検討される。高度な姿勢制御装置は不要。

### 外部動力伝達型
セグウェイと同様に倒立振子制御により、玉乗りのようにバランスを維持する。電動機から摩擦で球体に動力を伝達するか、球体を回転子とした電動機が使用される。

### 長所
- 構造上、全方向へ移動する事が可能。
- 動力内蔵型であれば気密化が比較的容易なため、海底探査や惑星探査等への適用ができる。
- 動力内蔵型であれば高圧や真空での強度が高い。

### 短所
- 緩衝装置を取り付ける事が困難。
- 動力内蔵型では整備のため、内部構造を分解しなければならない。
- 外部動力伝達型では常時電力を消費する。
- 動力内蔵型では機器配置が球体によって制限される。

## 主な球体ロボット
- インタラプトボール（英語版） - 国際宇宙ステーション（ISS）の「きぼう」に配備された自律型ボールカメラ。
- サイモン (ロボット)（英語版） - 国際宇宙ステーション（ISS）で使用される頭部型のAIロボット。宇宙飛行士のストレス軽減と作業効率向上を目的としている[2]。

## フィクションにおける球体ロボット
- ハロ - 機動戦士ガンダムシリーズに登場する。
- BB-8 - スター・ウォーズ/フォースの覚醒に登場する[3]。